# Кукушкин, Владимир Иванович (конструктор)
Владимир Иванович Кукушкин (р. 23.07.1931, Ярославль) — конструктор ракетных двигателей на твёрдом топливе, главный конструктор КБ-5 при ОКБ «Южное» (Днепропетровск), лауреат Ленинской премии (1976). Кандидат (1966), доктор (1984) технических наук, профессор (1989).
После окончания МАИ по специальности «авиационное двигателестроение» с 1955 года работал в ОКБ-586 (ОКБ «Южное») (Днепропетровск): инженер, старший инженер, начальник отдела, с 1966 — главный конструктор и начальник КБ-5 ракетных двигателей на твёрдом топливе.
Конструктор ракет 8К63 (Р-12), 8К65 (Р-14), 8К64 (Р16), боевых железнодорожных ракетных комплексов, родоначальник промышленной ветроэнергетики.
С 1957 г. преподаватель, в 1968—1988 гг. — доцент, с 1988 г. — профессор кафедры «Прикладная газовая динамика и теплотехника» Днепропетровского государственного университета.
С 1993 — главный конструктор Павлоградского механического завода, а также директор и главный конструктор «Южной ветроэнергетической компании», по совместительству — научный консультант ГП «ПО ЮМЗ». С 2006 — главный специалист ГП «ПО ЮМЗ».
Автор (соавтор) научных трудов, в том числе 4 монографий, 36 статей, 8 учебно-методических пособий, 57 изобретения, 5 патентов.
Лауреат Ленинской премии (1976) и премии имени М. К. Янгеля АН УССР (1986). Награждён орденом Ленина и двумя орденами Трудового Красного Знамени.
Сочинения:
- Статистическая оптимизация конструкций летательных аппаратов [Текст] / Д. Д. Никозаков, В. И. Перлик, В. И. Кукушкин ; Под ред. д-ра техн. наук, проф. Н. М. Беляева. — Москва : Машиностроение, 1977. — 240 с. : ил.; 22 см.